# Quercus albicaulis
Quercus albicaulis Chun & W.C.Ko – gatunek roślin z rodziny bukowatych (Fagaceae Dumort.). Występuje naturalnie w południowych Chinach – na wyspie Hajnan. 

## Morfologia
PokrójZimozielone drzewo dorastające 30 m wysokości. Młode gałązki początkowo mają obły ksztąłt, białawą barwę i są nagie, lecz z czasem stają się drobno pomarszczone, z przetchlinkami.
LiścieBlaszka liściowa ma kształt od podługowato eliptycznego do owalnego lub lancetowatego. Mierzy 10–15 cm długości oraz 3–6 cm szerokości, jest całobrzega lub ząbkowana na brzegu, ma nasadę od zaokrąglonej do nieco klinowej i najczęściej spiczasty wierzchołek. Mają 6–8 par żyłek drugorzędnych. Młode liście są nieco skórzaste. Ogonek liściowy jest nagi i ma 20–25 mm długości.
KwiatySą rozdzielnopłciowe, zebrane w kwiatostany o długości 2–3 cm.
OwoceOrzechy zwane żołędziami o podługowatym kształcie, są nagie, dorastają do 4 cm długości i 2–3 cm średnicy. Osadzone są na długich szypułkach, w miseczkach mierzących 2–3 cm średnicy. Miseczki mają 6–8 jasnobrązowych, owłosionych, koncentrycznych pierścieni oraz okrągłą bliznę. Orzechy otulone są w miseczkach do 35–50% ich długości. Stylopodium jest trwałe.

## Biologia i ekologia
Występuje na wysokości od 200 do 600 m n.p.m. Kwitnie w październiku, natomiast owoce dojrzewają od listopada do grudnia następnego roku.